# Chinedu Obi
Chinedu Mike Obi (21 ottobre 1968) è un ex calciatore ed ex giocatore di calcio a 5 nigeriano.

## Carriera
Come massimo riconoscimento in carriera vanta la partecipazione, con la Nazionale di calcio a 5 della Nigeria, al FIFA Futsal World Championship 1992 a Hong Kong dove la nazionale africana è stata eliminata al primo turno giungendo ultima nel girone con Argentina, Polonia e Hong Kong.